# Comissió d'Educació General
La Comissió d'Educació General fou una institució educativa de la Mancomunitat de Catalunya,

## Antecedents
El 1914, Enric Prat de la Riba va constituir l'Institut d'Educació General amb l'objectiu de promoure “institucions, costums i actes i la difusió de coneixements” que tendeixen a millorar “la condició física i moral de les gents que formen el nostre poble”. Mitjançant publicacions, cursos, propaganda, congressos o subvencions, volia incidir sobre la higiene corporal, l'educació física, el civisme i la moral, la natalitat, la puericultura i la disminució de la mortalitat. Tenia un abast popular i com a propòsit fonamental cercava suplir les deficiències en l'escolarització i combatre l'elevat analfabetisme.

## La Comissió
L'Institut d'Educació General restà inactiu fins que, l'any 1918, Eugeni d'Ors n'assumí la direcció en tant que director general d'Instrucció Pública de la Mancomunitat. Fou en aquest moment quan la proposta original de l'Institut d'Educació General va ser redimensionada amb la designació d'una comissió amb vuit figures representatives dels orfeons, dels ateneus, del cooperativisme, de les associacions professionals d'assalariats, dels serveis sanitaris, del periodisme social i de la promoció de l'escola catalana. Concretament, els noms foren: Lluís Millet (director i cofundador de l'Orfeó Català); Francesc Layret (fundador de l'Ateneu Enciclopèdic Popular); Francesc Ripoll (consultor i promotor de cooperatives); Josep Puig i Esteve (del Centre Autonomista de Dependents del Comerç i de la Indústria,); Francesca Bonnemaison, (fundadora i directora de l'Institut de Cultura i Biblioteca Popular de la Dona); Manuel Folguera i Duran (president de l'Associació Protectora de l'Ensenyança Catalana); Ramon Rucabado (moralista i polemista catòlic) i, finalment, Gustau Pittaluga (professor de la Universitat de Madrid i director del servei tècnic de la Mancomunitat contra el paludisme).
Les fortes desavinences d'Eugeni d'Ors amb el nou president de la Mancomunitat, Josep Puig i Cadafalch, a finals 1919, van dur a la dimissió d'aquest i al fet que Jaume Bofill i Mates es fes càrrec de la Comissió d'Educació. També es designaren dos vocals nous: el metge i catedràtic Jesús Maria Bellido, i el capellà regionalista Lluís Carreras, director de l'Acadèmia Catòlica de Sabadell. Els secretaris executius de la Comissió foren, successivament, l'hel·lenista i economista Joan Crexells, el pedagog Heladi Homs i el periodista Lluís Bertran i Pijoan. Entre els programes de la Comissió destaquen les conferències populars. Entre finals de 1921 i finals de 1923 se'n donaren 203 a 76 poblacions amb 71.120 oients en total. Els dos àmbits de difusió principals van ser el d'història de Catalunya i l'higienicosanitari. Els problemes interns i la manca de recursos econòmics van fer que la Comissió quedés lluny dels objectius que s'havien traçat inicialment, que en bona part volia ser la rèplica a nivell popular del prestigiós Institut d'Estudis Catalans.
El març de 1924, els membres de la Comissió van presentar la seva dimissió al nou president de la Mancomunitat, Alfons Sala i Argemí, que havia estat designat per les autoritats militars després del cop d'Estat de Miguel Primo de Rivera, el setembre de l'any anterior. No en va ser designada cap altra i aquest organisme desaparegué un any abans que fos liquidada la institució supraprovincial.